# L'Instant d'après
L'Instant d'après è il quarto album in studio della cantante canadese Natasha St-Pier, pubblicato nel 2003.

## Tracce
1. Tant que c'est toi
2. Quand on cherche l'amour
3. Mourir demain (con Pascal Obispo)
4. Plus simple que ça
5. J'avais quelqu'un
6. Je te souhaite
7. Chacun pour soi
8. Pour le meilleur
9. Croire
10. J'oublie toujours quelque chose
11. Qu'y a-t-il entre nous?
12. Juste un besoin de chaleur
13. Quand aimer ne suffit pas + Lucie